# Enar Jääger
Enar Jääger (Kohila, 18 novembre 1984) è un ex calciatore estone, di ruolo difensore.

## Carriera

### Club
Dopo aver militato per alcune stagioni in Norvegia, nelle file dell'Aalesund, nell'estate 2009 si trasferisce in Italia all'Ascoli con cui disputa cinque partite nella prima parte di stagione nella Serie B 2009-2010. A gennaio 2010 è ritornato all'Aalesund.

### Nazionale
Ha collezionato 127 presenze con la nazionale maggiore estone.

## Statistiche

### Cronologia presenze e reti in nazionale
| Cronologia completa delle presenze e delle reti in nazionale ― Estonia | Cronologia completa delle presenze e delle reti in nazionale ― Estonia | Cronologia completa delle presenze e delle reti in nazionale ― Estonia | Cronologia completa delle presenze e delle reti in nazionale ― Estonia | Cronologia completa delle presenze e delle reti in nazionale ― Estonia | Cronologia completa delle presenze e delle reti in nazionale ― Estonia | Cronologia completa delle presenze e delle reti in nazionale ― Estonia | Cronologia completa delle presenze e delle reti in nazionale ― Estonia |
| Data                                                                   | Città                                                                  | In casa                                                                | Risultato                                                              | Ospiti                                                                 | Competizione                                                           | Reti                                                                   | Note                                                                   |
| ---------------------------------------------------------------------- | ---------------------------------------------------------------------- | ---------------------------------------------------------------------- | ---------------------------------------------------------------------- | ---------------------------------------------------------------------- | ---------------------------------------------------------------------- | ---------------------------------------------------------------------- | ---------------------------------------------------------------------- |
| 12-10-2002                                                             | Tallinn                                                                | Estonia                                                                | 3 – 2                                                                  | Nuova Zelanda                                                          | Amichevole                                                             | -                                                                      | 69’                                                                    |
| 9-2-2003                                                               | Guayaquil                                                              | Ecuador                                                                | 1 – 0                                                                  | Estonia                                                                | Amichevole                                                             | -                                                                      |                                                                        |
| 13-2-2003                                                              | Quito                                                                  | Ecuador                                                                | 2 – 1                                                                  | Estonia                                                                | Amichevole                                                             | -                                                                      | 46’                                                                    |
| 29-3-2003                                                              | Tallinn                                                                | Estonia                                                                | 2 – 1                                                                  | Canada                                                                 | Amichevole                                                             | -                                                                      |                                                                        |
| 2-4-2003                                                               | Tallinn                                                                | Estonia                                                                | 0 – 0                                                                  | Bulgaria                                                               | Qual. Euro 2004                                                        | -                                                                      |                                                                        |
| 5-7-2003                                                               | Tallinn                                                                | Estonia                                                                | 0 – 0                                                                  | Lettonia                                                               | Coppa del Baltico 2003                                                 | -                                                                      |                                                                        |
| 6-9-2003                                                               | Sofia                                                                  | Bulgaria                                                               | 2 – 0                                                                  | Estonia                                                                | Qual. Euro 2004                                                        | -                                                                      |                                                                        |
| 11-10-2003                                                             | Liegi                                                                  | Belgio                                                                 | 2 – 0                                                                  | Estonia                                                                | Qual. Euro 2004                                                        | -                                                                      |                                                                        |
| 15-11-2003                                                             | Tirana                                                                 | Albania                                                                | 2 – 0                                                                  | Estonia                                                                | Amichevole                                                             | -                                                                      |                                                                        |
| 20-12-2003                                                             | Mascate                                                                | Oman                                                                   | 3 – 1                                                                  | Estonia                                                                | Amichevole                                                             | -                                                                      |                                                                        |
| 31-3-2004                                                              | Tallinn                                                                | Estonia                                                                | 0 – 1                                                                  | Irlanda del Nord                                                       | Amichevole                                                             | -                                                                      |                                                                        |
| 28-4-2004                                                              | Tallinn                                                                | Estonia                                                                | 1 – 1                                                                  | Albania                                                                | Amichevole                                                             | -                                                                      |                                                                        |
| 27-5-2004                                                              | Tallinn                                                                | Estonia                                                                | 0 – 1                                                                  | Scozia                                                                 | Amichevole                                                             | -                                                                      |                                                                        |
| 30-5-2004                                                              | Tallinn                                                                | Estonia                                                                | 2 – 2                                                                  | Danimarca                                                              | Amichevole                                                             | -                                                                      |                                                                        |
| 6-6-2004                                                               | Teplice                                                                | Rep. Ceca                                                              | 2 – 0                                                                  | Estonia                                                                | Amichevole                                                             | -                                                                      |                                                                        |
| 11-6-2004                                                              | Tallinn                                                                | Estonia                                                                | 2 – 4                                                                  | Macedonia                                                              | Amichevole                                                             | -                                                                      |                                                                        |
| 18-8-2004                                                              | Vaduz                                                                  | Liechtenstein                                                          | 1 – 2                                                                  | Estonia                                                                | Qual. Mondiali 2006                                                    | -                                                                      |                                                                        |
| 4-9-2004                                                               | Tallinn                                                                | Estonia                                                                | 4 – 0                                                                  | Lussemburgo                                                            | Qual. Mondiali 2006                                                    | -                                                                      |                                                                        |
| 8-9-2004                                                               | Leiria                                                                 | Portogallo                                                             | 4 – 0                                                                  | Estonia                                                                | Qual. Mondiali 2006                                                    | -                                                                      |                                                                        |
| 13-10-2004                                                             | Riga                                                                   | Lettonia                                                               | 2 – 2                                                                  | Estonia                                                                | Qual. Mondiali 2006                                                    | -                                                                      |                                                                        |
| 17-11-2004                                                             | Krasnodar                                                              | Russia                                                                 | 4 – 0                                                                  | Estonia                                                                | Qual. Mondiali 2006                                                    | -                                                                      |                                                                        |
| 30-11-2004                                                             | Bangkok                                                                | Thailandia                                                             | 0 – 0 dts (4 - 3 dtr)                                                  | Estonia                                                                | King's Cup 2004 - Semifinale                                           | -                                                                      |                                                                        |
| 9-2-2005                                                               | Maracaibo                                                              | Venezuela                                                              | 3 – 0                                                                  | Estonia                                                                | Amichevole                                                             | -                                                                      | 68’                                                                    |
| 26-3-2005                                                              | Tallinn                                                                | Estonia                                                                | 1 – 2                                                                  | Slovacchia                                                             | Qual. Mondiali 2006                                                    | -                                                                      |                                                                        |
| 30-3-2005                                                              | Tallinn                                                                | Estonia                                                                | 1 – 1                                                                  | Russia                                                                 | Qual. Mondiali 2006                                                    | -                                                                      |                                                                        |
| 4-6-2005                                                               | Tallinn                                                                | Estonia                                                                | 2 – 0                                                                  | Liechtenstein                                                          | Qual. Mondiali 2006                                                    | -                                                                      |                                                                        |
| 8-6-2005                                                               | Tallinn                                                                | Estonia                                                                | 0 – 1                                                                  | Portogallo                                                             | Qual. Mondiali 2006                                                    | -                                                                      |                                                                        |
| 17-8-2005                                                              | Tallinn                                                                | Estonia                                                                | 1 – 0                                                                  | Bosnia ed Erzegovina                                                   | Amichevole                                                             | -                                                                      |                                                                        |
| 3-9-2005                                                               | Tallinn                                                                | Estonia                                                                | 2 – 1                                                                  | Lettonia                                                               | Qual. Mondiali 2006                                                    | -                                                                      |                                                                        |
| 8-10-2005                                                              | Bratislava                                                             | Slovacchia                                                             | 1 – 0                                                                  | Estonia                                                                | Qual. Mondiali 2006                                                    | -                                                                      | Ammonizione                                                            |
| 12-10-2005                                                             | Lussemburgo                                                            | Lussemburgo                                                            | 0 – 2                                                                  | Estonia                                                                | Qual. Mondiali 2006                                                    | -                                                                      |                                                                        |
| 12-11-2005                                                             | Helsinki                                                               | Finlandia                                                              | 2 – 2                                                                  | Estonia                                                                | Amichevole                                                             | -                                                                      |                                                                        |
| 16-11-2005                                                             | Poznań                                                                 | Polonia                                                                | 3 – 1                                                                  | Estonia                                                                | Amichevole                                                             | -                                                                      | 15’                                                                    |
| 1-3-2006                                                               | Belfast                                                                | Irlanda del Nord                                                       | 1 – 0                                                                  | Estonia                                                                | Amichevole                                                             | -                                                                      |                                                                        |
| 28-5-2006                                                              | Amburgo                                                                | Turchia                                                                | 1 – 1                                                                  | Estonia                                                                | Amichevole                                                             | -                                                                      |                                                                        |
| 31-5-2006                                                              | Tallinn                                                                | Estonia                                                                | 1 – 1                                                                  | Nuova Zelanda                                                          | Amichevole                                                             | -                                                                      |                                                                        |
| 16-8-2006                                                              | Tallinn                                                                | Estonia                                                                | 0 – 1                                                                  | Macedonia                                                              | Qual. Euro 2008                                                        | -                                                                      |                                                                        |
| 2-9-2006                                                               | Tallinn                                                                | Estonia                                                                | 0 – 1                                                                  | Israele                                                                | Qual. Euro 2008                                                        | -                                                                      |                                                                        |
| 11-10-2006                                                             | San Pietroburgo                                                        | Russia                                                                 | 2 – 0                                                                  | Estonia                                                                | Qual. Euro 2008                                                        | -                                                                      | 45’                                                                    |
| 15-11-2006                                                             | Tallinn                                                                | Estonia                                                                | 2 – 1                                                                  | Bielorussia                                                            | Amichevole                                                             | -                                                                      |                                                                        |
| 3-2-2007                                                               | Jerez de la Frontera                                                   | Estonia                                                                | 0 – 4                                                                  | Polonia                                                                | Amichevole                                                             | -                                                                      | 24’                                                                    |
| 2-6-2007                                                               | Tallinn                                                                | Estonia                                                                | 0 – 1                                                                  | Croazia                                                                | Qual. Euro 2008                                                        | -                                                                      |                                                                        |
| 6-6-2007                                                               | Tallinn                                                                | Estonia                                                                | 0 – 3                                                                  | Inghilterra                                                            | Qual. Euro 2008                                                        | -                                                                      |                                                                        |
| 22-8-2007                                                              | Tallinn                                                                | Estonia                                                                | 2 – 1                                                                  | Andorra                                                                | Qual. Euro 2008                                                        | -                                                                      | 41’                                                                    |
| 12-9-2007                                                              | Skopje                                                                 | Macedonia                                                              | 1 – 1                                                                  | Estonia                                                                | Qual. Euro 2008                                                        | -                                                                      |                                                                        |
| 13-10-2007                                                             | Londra                                                                 | Inghilterra                                                            | 3 – 0                                                                  | Estonia                                                                | Qual. Euro 2008                                                        | -                                                                      |                                                                        |
| 17-10-2007                                                             | Tallinn                                                                | Estonia                                                                | 0 – 1                                                                  | Montenegro                                                             | Amichevole                                                             | -                                                                      |                                                                        |
| 9-11-2007                                                              | Gedda                                                                  | Arabia Saudita                                                         | 2 – 0                                                                  | Estonia                                                                | Amichevole                                                             | -                                                                      |                                                                        |
| 17-11-2007                                                             | Sant Julià de Lòria                                                    | Andorra                                                                | 0 – 2                                                                  | Estonia                                                                | Qual. Euro 2008                                                        | -                                                                      |                                                                        |
| 21-11-2007                                                             | Tashkent                                                               | Uzbekistan                                                             | 0 – 0                                                                  | Estonia                                                                | Amichevole                                                             | -                                                                      |                                                                        |
| 27-2-2008                                                              | Wronki                                                                 | Polonia                                                                | 2 – 0                                                                  | Estonia                                                                | Amichevole                                                             | -                                                                      | 84’                                                                    |
| 26-3-2008                                                              | Tallinn                                                                | Estonia                                                                | 2 – 0                                                                  | Canada                                                                 | Amichevole                                                             | -                                                                      | 90’                                                                    |
| 4-6-2008                                                               | Tallinn                                                                | Estonia                                                                | 4 – 3                                                                  | Fær Øer                                                                | Amichevole                                                             | -                                                                      | 65’                                                                    |
| 20-8-2008                                                              | Tallinn                                                                | Estonia                                                                | 2 – 1                                                                  | Malta                                                                  | Amichevole                                                             | -                                                                      |                                                                        |
| 6-9-2008                                                               | Liegi                                                                  | Belgio                                                                 | 3 – 2                                                                  | Estonia                                                                | Qual. Mondiali 2010                                                    | -                                                                      |                                                                        |
| 10-9-2008                                                              | Zenica                                                                 | Bosnia ed Erzegovina                                                   | 7 – 0                                                                  | Estonia                                                                | Qual. Mondiali 2010                                                    | -                                                                      |                                                                        |
| 11-10-2008                                                             | Tallinn                                                                | Estonia                                                                | 0 – 3                                                                  | Spagna                                                                 | Qual. Mondiali 2010                                                    | -                                                                      |                                                                        |
| 18-11-2008                                                             | Tallinn                                                                | Estonia                                                                | 1 – 0                                                                  | Moldavia                                                               | Amichevole                                                             | -                                                                      |                                                                        |
| 22-11-2008                                                             | Kuressaare                                                             | Estonia                                                                | 1 – 1                                                                  | Lituania                                                               | Amichevole                                                             | -                                                                      | 46’                                                                    |
| 11-2-2009                                                              | Aksu                                                                   | Estonia                                                                | 0 – 2                                                                  | Kazakistan                                                             | Amichevole                                                             | -                                                                      |                                                                        |
| 28-3-2009                                                              | Erevan                                                                 | Armenia                                                                | 2 – 2                                                                  | Estonia                                                                | Qual. Mondiali 2010                                                    | -                                                                      |                                                                        |
| 1-4-2009                                                               | Tallinn                                                                | Estonia                                                                | 1 – 0                                                                  | Armenia                                                                | Qual. Mondiali 2010                                                    | -                                                                      |                                                                        |
| 10-6-2009                                                              | Tallinn                                                                | Estonia                                                                | 0 – 0                                                                  | Portogallo                                                             | Amichevole                                                             | -                                                                      |                                                                        |
| 12-8-2009                                                              | Tallinn                                                                | Estonia                                                                | 0 – 1                                                                  | Brasile                                                                | Amichevole                                                             | -                                                                      |                                                                        |
| 5-9-2009                                                               | Kayseri                                                                | Turchia                                                                | 4 – 2                                                                  | Estonia                                                                | Qual. Mondiali 2010                                                    | -                                                                      |                                                                        |
| 9-9-2009                                                               | Mérida                                                                 | Spagna                                                                 | 3 – 0                                                                  | Estonia                                                                | Qual. Mondiali 2010                                                    | -                                                                      | 65’                                                                    |
| 10-10-2009                                                             | Tallinn                                                                | Estonia                                                                | 0 – 2                                                                  | Bosnia ed Erzegovina                                                   | Qual. Mondiali 2010                                                    | -                                                                      |                                                                        |
| 14-10-2009                                                             | Tallinn                                                                | Estonia                                                                | 2 – 0                                                                  | Belgio                                                                 | Qual. Mondiali 2010                                                    | -                                                                      |                                                                        |
| 14-11-2009                                                             | Tallinn                                                                | Estonia                                                                | 0 – 0                                                                  | Albania                                                                | Amichevole                                                             | -                                                                      | 46’                                                                    |
| 11-8-2010                                                              | Tallinn                                                                | Estonia                                                                | 2 – 1                                                                  | Fær Øer                                                                | Qual. Euro 2012                                                        | -                                                                      |                                                                        |
| 3-9-2010                                                               | Tallinn                                                                | Estonia                                                                | 1 – 2                                                                  | Italia                                                                 | Qual. Euro 2012                                                        | -                                                                      |                                                                        |
| 8-10-2010                                                              | Belgrado                                                               | Serbia                                                                 | 1 – 3                                                                  | Estonia                                                                | Qual. Euro 2012                                                        | -                                                                      |                                                                        |
| 12-10-2010                                                             | Tallinn                                                                | Estonia                                                                | 0 – 1                                                                  | Slovenia                                                               | Qual. Euro 2012                                                        | -                                                                      |                                                                        |
| 17-11-2010                                                             | Tallinn                                                                | Estonia                                                                | 1 – 1                                                                  | Liechtenstein                                                          | Amichevole                                                             | -                                                                      |                                                                        |
| 9-2-2011                                                               | Aksu                                                                   | Estonia                                                                | 2 – 2                                                                  | Bulgaria                                                               | Amichevole                                                             | -                                                                      |                                                                        |
| 25-3-2011                                                              | Tallinn                                                                | Estonia                                                                | 2 – 0                                                                  | Uruguay                                                                | Amichevole                                                             | -                                                                      |                                                                        |
| 29-3-2011                                                              | Tallinn                                                                | Estonia                                                                | 1 – 1                                                                  | Serbia                                                                 | Qual. Euro 2012                                                        | -                                                                      |                                                                        |
| 3-6-2011                                                               | Modena                                                                 | Italia                                                                 | 3 – 0                                                                  | Estonia                                                                | Qual. Euro 2012                                                        | -                                                                      |                                                                        |
| 7-6-2011                                                               | Toftir                                                                 | Fær Øer                                                                | 2 – 0                                                                  | Estonia                                                                | Qual. Euro 2012                                                        | -                                                                      |                                                                        |
| 10-8-2011                                                              | Istanbul                                                               | Turchia                                                                | 3 – 0                                                                  | Estonia                                                                | Amichevole                                                             | -                                                                      | 46’                                                                    |
| 2-9-2011                                                               | Lubiana                                                                | Slovenia                                                               | 1 – 2                                                                  | Estonia                                                                | Qual. Euro 2012                                                        | -                                                                      |                                                                        |
| 6-9-2011                                                               | Tallinn                                                                | Estonia                                                                | 4 – 1                                                                  | Irlanda del Nord                                                       | Qual. Euro 2012                                                        | -                                                                      |                                                                        |
| 7-10-2011                                                              | Belfast                                                                | Irlanda del Nord                                                       | 1 – 2                                                                  | Estonia                                                                | Qual. Euro 2012                                                        | -                                                                      |                                                                        |
| 11-10-2011                                                             | Tallinn                                                                | Estonia                                                                | 0 – 2                                                                  | Ucraina                                                                | Amichevole                                                             | -                                                                      | 46’                                                                    |
| 11-11-2011                                                             | Tallinn                                                                | Estonia                                                                | 0 – 4                                                                  | Irlanda                                                                | Qual. Euro 2012                                                        | -                                                                      |                                                                        |
| 15-11-2011                                                             | Dublino                                                                | Irlanda                                                                | 1 – 1                                                                  | Estonia                                                                | Qual. Euro 2012                                                        | -                                                                      |                                                                        |
| 1-3-2012                                                               | Los Angeles                                                            | El Salvador                                                            | 0 – 2                                                                  | Estonia                                                                | Amichevole                                                             | -                                                                      | 62’                                                                    |
| 1-6-2012                                                               | Tartu                                                                  | Estonia                                                                | 1 – 2                                                                  | Finlandia                                                              | Coppa del Baltico 2012 - Semifinale                                    | -                                                                      |                                                                        |
| 5-6-2012                                                               | Le Mans                                                                | Francia                                                                | 4 – 0                                                                  | Estonia                                                                | Amichevole                                                             | -                                                                      |                                                                        |
| 7-9-2012                                                               | Tallinn                                                                | Estonia                                                                | 0 – 2                                                                  | Romania                                                                | Qual. Mondiali 2014                                                    | -                                                                      |                                                                        |
| 11-9-2012                                                              | Istanbul                                                               | Turchia                                                                | 3 – 0                                                                  | Estonia                                                                | Qual. Mondiali 2014                                                    | -                                                                      | 19’                                                                    |
| 6-2-2013                                                               | Aberdeen                                                               | Scozia                                                                 | 1 – 0                                                                  | Estonia                                                                | Amichevole                                                             | -                                                                      |                                                                        |
| 22-3-2013                                                              | Amsterdam                                                              | Paesi Bassi                                                            | 3 – 0                                                                  | Estonia                                                                | Qual. Mondiali 2014                                                    | -                                                                      |                                                                        |
| 26-3-2013                                                              | Tallinn                                                                | Estonia                                                                | 2 – 0                                                                  | Andorra                                                                | Qual. Mondiali 2014                                                    | -                                                                      |                                                                        |
| 3-6-2013                                                               | Tallinn                                                                | Estonia                                                                | 0 – 2                                                                  | Bielorussia                                                            | Amichevole                                                             | -                                                                      | 81’                                                                    |
| 7-6-2013                                                               | Tallinn                                                                | Estonia                                                                | 1 – 0                                                                  | Trinidad e Tobago                                                      | Amichevole                                                             | -                                                                      |                                                                        |
| 14-8-2013                                                              | Tallinn                                                                | Estonia                                                                | 1 – 1                                                                  | Lettonia                                                               | Amichevole                                                             | -                                                                      | 77’                                                                    |
| 6-9-2013                                                               | Tallinn                                                                | Estonia                                                                | 2 – 2                                                                  | Paesi Bassi                                                            | Qual. Mondiali 2014                                                    | -                                                                      | 90’                                                                    |
| 10-9-2013                                                              | Budapest                                                               | Ungheria                                                               | 5 – 1                                                                  | Estonia                                                                | Qual. Mondiali 2014                                                    | -                                                                      | 62’                                                                    |
| 15-10-2013                                                             | Bucarest                                                               | Romania                                                                | 2 – 0                                                                  | Estonia                                                                | Qual. Mondiali 2014                                                    | -                                                                      |                                                                        |
| 19-11-2013                                                             | Vaduz                                                                  | Liechtenstein                                                          | 0 – 3                                                                  | Estonia                                                                | Amichevole                                                             | -                                                                      | cap. 20’                                                               |
| 5-3-2014                                                               | Gibilterra                                                             | Gibilterra                                                             | 0 – 2                                                                  | Estonia                                                                | Amichevole                                                             | -                                                                      | 88’                                                                    |
| 26-5-2014                                                              | Tallinn                                                                | Estonia                                                                | 1 – 1                                                                  | Gibilterra                                                             | Amichevole                                                             | -                                                                      | 43’                                                                    |
| 29-5-2014                                                              | Liepāja                                                                | Lettonia                                                               | 0 – 0 dts (4 - 2 dtr)                                                  | Estonia                                                                | Coppa del Baltico 2014 - Semifinale                                    | -                                                                      | 81’                                                                    |
| 4-6-2014                                                               | Reykjavík                                                              | Islanda                                                                | 1 – 0                                                                  | Estonia                                                                | Amichevole                                                             | -                                                                      | 61’                                                                    |
| 7-6-2014                                                               | Tallinn                                                                | Estonia                                                                | 2 – 1                                                                  | Tagikistan                                                             | Amichevole                                                             | -                                                                      |                                                                        |
| 4-9-2014                                                               | Solna                                                                  | Svezia                                                                 | 2 – 0                                                                  | Estonia                                                                | Amichevole                                                             | -                                                                      | 46’                                                                    |
| 8-9-2014                                                               | Tallinn                                                                | Estonia                                                                | 1 – 0                                                                  | Slovenia                                                               | Qual. Euro 2016                                                        | -                                                                      | 71’                                                                    |
| 9-10-2014                                                              | Vilnius                                                                | Lituania                                                               | 1 – 0                                                                  | Estonia                                                                | Qual. Euro 2016                                                        | -                                                                      |                                                                        |
| 12-10-2014                                                             | Tallinn                                                                | Estonia                                                                | 0 – 1                                                                  | Inghilterra                                                            | Qual. Euro 2016                                                        | -                                                                      |                                                                        |
| 12-11-2014                                                             | Oslo                                                                   | Norvegia                                                               | 0 – 1                                                                  | Estonia                                                                | Amichevole                                                             | -                                                                      | 46’                                                                    |
| 18-11-2014                                                             | Tallinn                                                                | Estonia                                                                | 1 – 0                                                                  | Giordania                                                              | Amichevole                                                             | -                                                                      |                                                                        |
| 27-3-2015                                                              | Lucerna                                                                | Svizzera                                                               | 3 – 0                                                                  | Estonia                                                                | Qual. Euro 2016                                                        | -                                                                      |                                                                        |
| 31-3-2015                                                              | Tallinn                                                                | Estonia                                                                | 1 – 1                                                                  | Islanda                                                                | Amichevole                                                             | -                                                                      |                                                                        |
| 5-9-2015                                                               | Tallinn                                                                | Estonia                                                                | 1 – 0                                                                  | Lituania                                                               | Qual. Euro 2016                                                        | -                                                                      |                                                                        |
| 8-9-2015                                                               | Maribor                                                                | Slovenia                                                               | 1 – 0                                                                  | Estonia                                                                | Qual. Euro 2016                                                        | -                                                                      |                                                                        |
| 9-10-2015                                                              | Londra                                                                 | Inghilterra                                                            | 2 – 0                                                                  | Estonia                                                                | Qual. Euro 2016                                                        | -                                                                      |                                                                        |
| 12-10-2015                                                             | Tallinn                                                                | Estonia                                                                | 0 – 1                                                                  | Svizzera                                                               | Qual. Euro 2016                                                        | -                                                                      |                                                                        |
| 11-11-2015                                                             | Tallinn                                                                | Estonia                                                                | 3 – 0                                                                  | Georgia                                                                | Amichevole                                                             | -                                                                      |                                                                        |
| 17-11-2015                                                             | Tallinn                                                                | Estonia                                                                | 3 – 0                                                                  | Saint Kitts e Nevis                                                    | Amichevole                                                             | -                                                                      |                                                                        |
| 24-3-2016                                                              | Tallinn                                                                | Estonia                                                                | 0 – 0                                                                  | Norvegia                                                               | Amichevole                                                             | -                                                                      |                                                                        |
| 29-3-2016                                                              | Tallinn                                                                | Estonia                                                                | 0 – 1                                                                  | Serbia                                                                 | Amichevole                                                             | -                                                                      |                                                                        |
| 31-8-2017                                                              | Il Pireo                                                               | Grecia                                                                 | 0 – 0                                                                  | Estonia                                                                | Qual. Mondiali 2018                                                    | -                                                                      |                                                                        |
| 3-9-2017                                                               | Tallinn                                                                | Estonia                                                                | 1 – 0                                                                  | Cipro                                                                  | Qual. Mondiali 2018                                                    | -                                                                      |                                                                        |
| 7-10-2017                                                              | Faro                                                                   | Gibilterra                                                             | 0 – 6                                                                  | Estonia                                                                | Qual. Mondiali 2018                                                    | -                                                                      |                                                                        |
| 10-10-2017                                                             | Tallinn                                                                | Estonia                                                                | 1 – 2                                                                  | Bosnia ed Erzegovina                                                   | Qual. Mondiali 2018                                                    | -                                                                      | 77’                                                                    |
| 9-11-2017                                                              | Helsinki                                                               | Finlandia                                                              | 3 – 0                                                                  | Estonia                                                                | Amichevole                                                             | -                                                                      |                                                                        |
| Totale                                                                 |                                                                        | Presenze                                                               | 127                                                                    |                                                                        | Reti                                                                   | 0                                                                      |                                                                        |

## Palmarès

### Club

#### Competizioni nazionali
- Coppa di Norvegia: 1

Aalesund: 2011
- Campionato estone: 2

Flora Tallinn: 2019, 2020
- Coppa d'Estonia: 1

Flora Tallinn: 2019-2020
- Supercoppa d'Estonia: 2

Flora Tallinn: 2020, 2021